# ラジ関イブニング池田奈月です
ラジ関イブニング池田奈月ですは、ラジオ関西で2007年10月1日から平日（月曜から金曜）の16時半から17時半に放送される情報ワイド番組である。

## 内容
元ラジオ関西アナウンサーで、ハーバーカフェにも出演していた池田奈月が夕方の情報番組に転向する。その日1日の主要全国ニュース・地域情報をわかりやすく、コンパクトに伝えていくことを目指す。

## コーナー一覧
- ニュース一本斬り（その日のニュースの中から、一本のニュースを話題して行くコーナー）
- 今日の数字（その日、選んだ数字を話題して話を進めていくコーナー）